# Fanfareorkest Sint Caecilia
Fanfareorkest Sint Caecilia is een Nederlands fanfareorkest uit Hoogland.
De vereniging bestaat uit diverse onderdelen, waaronder een slagwerkgroep, een opleidingsorkest en een fanfareorkest. De vereniging heeft rond de honderd leden. De maatschappelijke betrokkenheid blijkt uit het uitvoeren van serenades bij jubilea, de aubade op Koningsdag, het muzikaal bijdragen aan de plaatselijke dodenherdenking, de sacramentsprocessie bij de Sint-Martinuskerk, de carnavalsoptocht en de sinterklaasintocht. Daarnaast worden door het jaar diverse optredens verzorgd in het dorp en omliggende gebieden.

## Geschiedenis
De vereniging werd opgericht in 1928.